# الباذان (فلسطين)
الباذان قرية وهي جزء من أراضي قرية طلوزة التي تضم بالإضافة للباذان كل من اراضي النصارية والفارعة وهذه الأراضي اصطلح عليها فيما بعد كقرى، غير انها لازالت اراضي طلوزة وسكانها هم عائلات طلوزة، منطقة الباذان تقع شمال شرق مدينة نابلس، وتتبع نابلس. تبلغ مساحتها 15 ألف دونم. قيل قولان في تسميتها، الأول أن قائدًا عسكريًا يسمى باذان مر بها واستقر بها لما رأى البساتين والينابيع، والثاني يقول بأن أصل اسمها يعود إلى معنى باذان الفارسية، إذ تعني الأرض كثيرة المياه.
=تقع قرية الباذان على بعد 7 كم شمال- شرق مدينة نابلس، وعلى مفترق الطرق الرئيسي بين (نابلس- طوباس- جنين)، (نابلس – الأغوار – أريحا)، (نابلس – طلوزة – عصيرة الشمالية – طولكرم)، ويرجع أصل التسمية إلى قولين: الأول / أن أحد قادة الجيوش واسمه [باذان ] مربهذا الوادي وأقام فيه لما فيه من بساتين وينابيع كثيرة وسمي باسمه. والثاني / يعود لمعنى الكلمة في الفارسية وتعني الأرض كثيرة الماء.
وتبلغ مساحتها الطبيعية 15 ألف دونم، تمتد من حدود بلدية نابلس وحتى قرية النصارية، ومن جبل بلال (الكبير) – المقام عليه مستوطنة ألون موريه – وحتى جبال ياصيد والفارعة، وتتراوح بين خطي كنتور (40 – 500)، بحيث تتنوع التضاريس وتجمع بين الجبال والسهول والوديان، وتنتشر الأشجار الحرشية والنباتات والأزهار البرية مثل مثل النرجس والدحنون وقرن الغزال في الجبال، بينما تغطي منطقة الجداول والوديان والقنوات المائية الغطاء الخضري طيلة أيام السنة وخاصة شجيرات البوص (القصب) وأشجار الحور والصفصاف، يوجد في القرية محطتي ضخ تنتج حوالي 600 متر مكعب من المياه / الساعة تزودان مدينة نابلس ومخيماتها وقرى طلوزة وعصيرة الشمالية بمياه الشرب تتبعان لبلدية نابلس، وتتوزع فيها سبع ينابيع - تنتج ما معدله 5.25 مليون متر مكعب من المياه العذبة – دائمة الجريان من خلال جداول وتلتقي جميعا" لتشكل وادي الباذان، وتمتاز بوجود أشجار الفاكهة النادرة مثل: العناب والتفاح البلدي والقراصية وكذلك ورق الدوالي، ويبلغ معدل سقوط الأمطار فيها ما بين 300 – 600 ملم / السنة ودرجات الحرارة ما بين معتدلة صيفا" إلى دافئة شتاء".
قيها حوالي 1500 دونم أحراش طبيعية تنتشر في 3 أحراش على الأطراف الغربية والشرقية والجنوبية للقرية، وكذلك حوالي 150 دونم مساحة سكنية، بالإضافة إلى 130 دونم تم ترخيصها كإسكان يضم 250 وحدة سكنية، وتتميز المساحة العمرانية للباذان أنها تتوزع على كامل مساحة القرية في بقع وتجمعات سكانية متباعدة، وقد بلغ عدد السكان حسب إحصائية 2005 م حوالي 3200 نسمة، تنحدر أصولهم من 9 عائلات وهي (صلاحات، دبابسة، فارس، دراوشة، براهمة، جناجرة، بلاطية، عوايصة، شنابلة) وترتبط هذه العائلات بامتدادات في القرى المجاورة، ويضاف لهم الذين وفدوا للتملك والسكن في القرية من مدينة نابلس والمخيمات والقرى المجاورة تقدر أعدادهم بحوالي 300 نسمة، ولقد ظل اعتماد السكان على العمل داخل الخط الأخضر بشكل رئيسي بالإضافة إلى الزراعة والوظائف والسياحة، وبسبب الأوضاع السياسية الناشئة والإغلاقات والحصار وبخاصة إغلاق طريق الباذان – نابلس الرئيسي، تأثرت كل مستويات الدخل، وتوقفت السياحة بشكل كامل وكذلك العمل داخل الخط الأخضر بنسبة تزيد عن 90% مما أدى إلى تردي الوضع المعيشي للسكان وتأثرت مؤسسات البلدة وخاصة المجلس بشكل بالغ.
تاريخيا«.. عرف موقع الباذان منذ عصر المتحجرات، حيث دلت أعمال المساحة الأثرية التي أجريت على وجود حياة فيها تعود للعصر الأشوري الأوسط، أي قبل 1200 سنة قبل الميلاد، في العهد الكنعاني كانت معبرا» وممرا«للطريق الذي ربط شكيم وتل الفارعة وبيسان وكان يعرف بطريق وادي الباذان الخشنة، وفي فترة فتح الإسكندر المقدوني كانت مركزا» هاما«للتجارة وحلقة وصل للطرق التجارية، وفي العهد العثماني ونتيجة لكثرة المياه بنيت طواحين المياه على امتداد القرية حيث وصل عددها إلى 15 طاحونة، كان يرتادها الناس من ساحل فلسطين حتى نهر الأردن لطحن القمح والحبوب، وإبان الانتداب البريطاني، أعتبرت كاستراحة وانتشرت فيها المقاهي، وخلال ثورة 36 وكونها طريق العبور الرابط الرابط، شهدت القرية معارك عديدة بين الثوار وجيش الانتداب وأشهرها المعركة التي تم فيها تفجير العبارتين الرئيسيتين لقطع طريق الإمداد، واشتهرت منذ أيامها صخرة الموت (الانتحار)، وهي حافة حادة مرتفعة جدا» تشرف على واد الساجور السحيق بين الباذان ونابلس، وقد سميت كذلك لكثرة عدد من أعدمهم الجيش البريطاني عليها، في عهد الحكم الأردني، بدأت القرية تتوسع وانتشرت فيها المحلات التجارية والمقاهي، حيث استفادت من كونها محطة مهمة للسفر والتجارة بين الضفتين، وبعد احتلال 67 وحتى قدوم السلطة الوطنية، رفض الاحتلال الاعتراف بها كقرية ورفض منح التراخيص للبناء فيها وتم هدم بيوت كثيرة بهذه الحجة، وأعتبرها خطا«عسكريا»، ويرجع الأمر لغناها بالموارد المائية.
وفي عهد السلطة الوطنية توسعت القرية بشكل مضطرد وزاد عدد سكانها والتوسع العمراني، وبدأت الجهات الرسمية والأهلية والعلمية، تنظر إليها بشكل إستراتيجي من خلال ما تجمعه من الموقع، التضاريس، الموارد البيئية، المائية والغطاء الخضري الدائم، وقد نظمت العديد من المؤتمرات وأوراق العمل والدراسات من أجل دراسة المنطقة بشكل شمولي باعتبارها منطقة جذب واستثمار، وخاصة في موضوعي المياه والسياحة.